# Line (Stavanger)
Line ist eine zu Stavanger gehörende Insel im Byfjord in der norwegischen Provinz Rogaland.
Die Insel liegt auf der Ostseite des Byfjords und ist von mehreren größeren Inseln umgeben. Westlich liegt Bru, nördlich Sokn und östlich Åmøy. Darüber hinaus bestehen diverse kleinere Inseln wie Kobbholmen, Grønland und Hegrabergholmen auf der Nordseite, Lineholmen östlich und Lineskjeret, Kjeøya und Persholmen südlich von Line.
Line erstreckt sich sowohl in West-Ost-Richtung als auch in Nord-Süd-Richtung über etwa 750 Meter. Die höchste Erhebung beträgt 45,4 Meter.
Auf der Nordseite der bewaldeten Insel befindet sich die Bucht Jubavika, auf der Südseite Skålavika. An der Nordostspitze liegt die Anlegestelle Linehamna, von der ein Wanderweg zur Bucht Jubavika führt.
Im nordwestlichen Teil der Insel befinden sich in einer fünf bis sieben Meter hohen Felswand die denkmalgeschützten Reste eines etwa 85 Meter langen und 20 Meter breiten Steinbruchs, der in der Eisenzeit bzw. im Mittelalter in Nutzung war.
Der Name Line weist auf eine naturbelassene Weide bzw. Wiese hin.